# Continuum (журнал)
Continuum («Континуум») — журнал, издававшийся активистами одноимённой группы ВИЧ-диссидентов.
В журнале публиковались псевдонаучные материалы по темам ВИЧ/СПИД, ВИЧ-диссидентства, нетрадиционной медицины, а также по темам, представляющим интерес для ЛГБТ-сообщества. Он издавался с декабря 1992 по февраль 2001 года и был закрыт в связи с тем, что главные редакторы журнала умерли от заболеваний, связанных со СПИДом.

## История
Журнал был создан в декабре 1992 года Джоди Уэллсом (1947—1995) в Лондоне, Великобритания. Перестал издаваться в 2001 году, после того, как вся редакция умерла от заболеваний, связанных со СПИД, оставив долги в 14 000 фунтов стерлингов. Последний бумажный выпуск появился в печати 1998 году, после чего в феврале 2001 года появилась интернет-версия журнала. Периодичность выпуска составляла 6 раз в год, а со второй половины 1997 года — 4 раза в год.
Цели издания в выпуске от марта-апреля 1996 года были сформулированы следующим образом: 

«Континуум» начинался как информационный бюллетень, призванный обнадёжить пострадавших и дать им выбор в лечении и уходе. По мере того, как мы работали, продолжали выявляться аномалии в ортодоксальных взглядах. 
Оригинальный текст (англ.)Continuum began as a newsletter encouraging those affected to empower themselves to make care and treatment choices. As we look further, anomalies in the orthodox view
 continue to appear.

Континуум пропагандировал идею, что официальный научный взгляд на СПИД является результатом заговора, а болезни, которые по общепринятым представлениям являются результатом СПИД, никак не связаны с ВИЧ. Уэллс считал, что страх перед СПИДом основан на гомофобии, а не на научных данных.
Континуум претендовал на роль научного журнала для тех, кто имел альтернативные представления о ВИЧ/СПИДе. ВИЧ-диссиденты часто ссылаются на статьи, опубликованные в этом журнале в качестве источника научной информации.

«Континуум» — это уникальный форум для тех членов научного сообщества, которые бросают вызов ортодоксальным взглядам и тех, чья жизнь так или иначе затронута гипотезой [ВИЧ].
Оригинальный текст (англ.)Continuum is a unique forum for those in the scientific community challenging the orthodoxy and those whose lives have in some way been touched by the hypothesis.

В январе/феврале 1996 года издатели предложили награду £1000 первому человеку, который бы смог выделить вирус ВИЧ, хотя этот вирус был впервые выделен в 1983 году Люком Монтанье и Франсуазой Барре-Синусси (за что они получили Нобелевскую премию). Затем эта работа была подтверждена в 1984 году Робертом Галло, который продемонстрировал, что выделенный ретровирус, называемый HTLV-III, который он в своих ранних работах связывал с лейкозом, стал причиной СПИДа.
Питер Дьюсберг пытался получить приз и написал статью для номера журнала за июль/август 1996 года, однако награда не была вручена, поскольку статья не отвечала определенным условиям.
Тем не менее статья вызвала раскол в среде ВИЧ-диссидентов. Часть из них считала, что ВИЧ существует, но не приводит к СПИДу, другие продолжали отрицать существование вируса.
В июне 2013 года Фонд ресурсов иммунитета (Immunity Resource Foundation) разместил полную библиотеку журнала Континуум в интернет-базе данных наряду со 120 000 аналогичных документов.

## Редакторы
Джоди Уэллс (англ. Jody Wells), основатель и главный редактор, скончался 26 августа 1995 года в возрасте 48 лет от пневмоцистной пневмонии, явившейся последствием СПИДа. В некрологах бывшие соратники объясняют его смерть вредными привычками, болезнями, перенесенными годами ранее, и курением.
Хью Кристи Уильямс (англ. Huw Christie Williams) стал главным редактором журнала после смерти Джоди Уэллса и умер 17 августа 2001 года в возрасте 41 года от саркомы Капоши, явившейся последствием СПИДа.
Михаэль Баумгартнер (англ. Michael Baumgartner) по просьбе умирающего Хью Кристи Уильямса исполнял обязанности редактора последнего выпуска журнала. После этого выпуска журнал прекратил существование.

## Известные участники
- Тони Томпсетт (англ. Tony Tompsett) работал в журнале с 1993 года. Умер в 1998 году в возрасте 39 лет от саркомы Капоши, токсоплазмоза и, возможно, пневмоцистной пневмонии, явившихся последствиями СПИДа.

##### Комментарии
1. ↑  Слова «ортодоксия», «ортодоксальный взгляд» и «гипотезы» в журнале использовались для обозначения международного научного консенсуса о том, что ВИЧ и СПИД реальны, ВИЧ вызывает СПИД, ВИЧ распространяется половым путём, внутриутробно и от родителей.
2. ↑    - Popovic M., Sarngadharan M.G., Read E., Gallo R.C. Detection, isolation, and continuous production of cytopathic retroviruses (HTLV-III) from patients with AIDS and pre-AIDS (англ.) // Science : journal. — 1984. — May (vol. 224, no. 4648). — P. 497—500. — doi:10.1126/science.6200935. — Bibcode: 1984Sci...224..497P. — PMID 6200935.
  - Gallo R.C., Salahuddin S.Z., Popovic M., Shearer G.M., Kaplan M., Haynes B.F., Palker T.J., Redfield R., Oleske J., Safai B. et al. Frequent detection and isolation of cytopathic retroviruses (HTLV-III) from patients with AIDS and at risk for AIDS (англ.) // Science : journal. — 1984. — May (vol. 224, no. 4648). — P. 500—503. — doi:10.1126/science.6200936. — Bibcode: 1984Sci...224..500G. — PMID 6200936.
  - Schüpbach J., Popovic M., Gilden R.V., Gonda M.A., Sarngadharan M.G., Gallo R.C. Serological analysis of a subgroup of human T-lymphotropic retroviruses (HTLV-III) associated with AIDS (англ.) // Science : journal. — 1984. — May (vol. 224, no. 4648). — P. 503—505. — doi:10.1126/science.6200937. — Bibcode: 1984Sci...224..503S. — PMID 6200937.
  - Sarngadharan M.G., Popovic M., Bruch L., Schüpbach J., Gallo R.C. Antibodies reactive with human T-lymphotropic retroviruses (HTLV-III) in the serum of patients with AIDS (англ.) // Science : journal. — 1984. — May (vol. 224, no. 4648). — P. 506—508. — doi:10.1126/science.6324345. — Bibcode: 1984Sci...224..506S. — PMID 6324345.